# Synarmadilloides pilosus
Synarmadilloides pilosus är en kräftdjursart som först beskrevs av Gustav Budde-Lund 1912.  Synarmadilloides pilosus ingår i släktet Synarmadilloides och familjen Eubelidae. Inga underarter finns listade i Catalogue of Life.